# Roberto Rossellini
Roberto Rossellini [Roselíny] (8. května 1906 – 3. června 1977), byl italský filmový režisér a scenárista, představitel italského filmového neorealismu. Jeho filmy se zabývají válečnou a sociální tematikou. Jeho manželkou byla Ingrid Bergmanová.
Jeho otec byl architektem a projektoval římské kino Barberini, do něhož měl proto Roberto v dětství volný vstup. Pracoval u filmu jako střihač a asistent režie, v roce 1937 režíroval svůj první dokument a v roce 1941 natočil debutový hraný film La nave bianca. Za scénář k filmu Paisa byl v roce 1949 nominován na Oscara. Rosselliniho tvorba výrazně ovlivnila francouzskou novou vlnu. Pracoval také pro televizi, natočil např. historický seriál L'età di Cosimo de Medici. Byl také pedagogem na římské filmové škole Centro Sperimentale di Cinematografia. Jeho koníčkem byl motosport, v roce 1953 se zúčastnil závodu Mille Miglia.

## Filmografie (výběr)
- Řím, otevřené město
- Láska
- Německo v roce nultém
- Evropa '51
- Generál della Rovere
- Byla noc v Římě